# ROM卡带
，有时简称卡带或卡，是与家用电脑、电子游戏机及少部分电子乐器联接的消费性电子设备，主要是由拆卸式外壳保护的唯讀記憶體（ROM）构成。ROM卡带可用来储存电子游戏等应用程序数据。

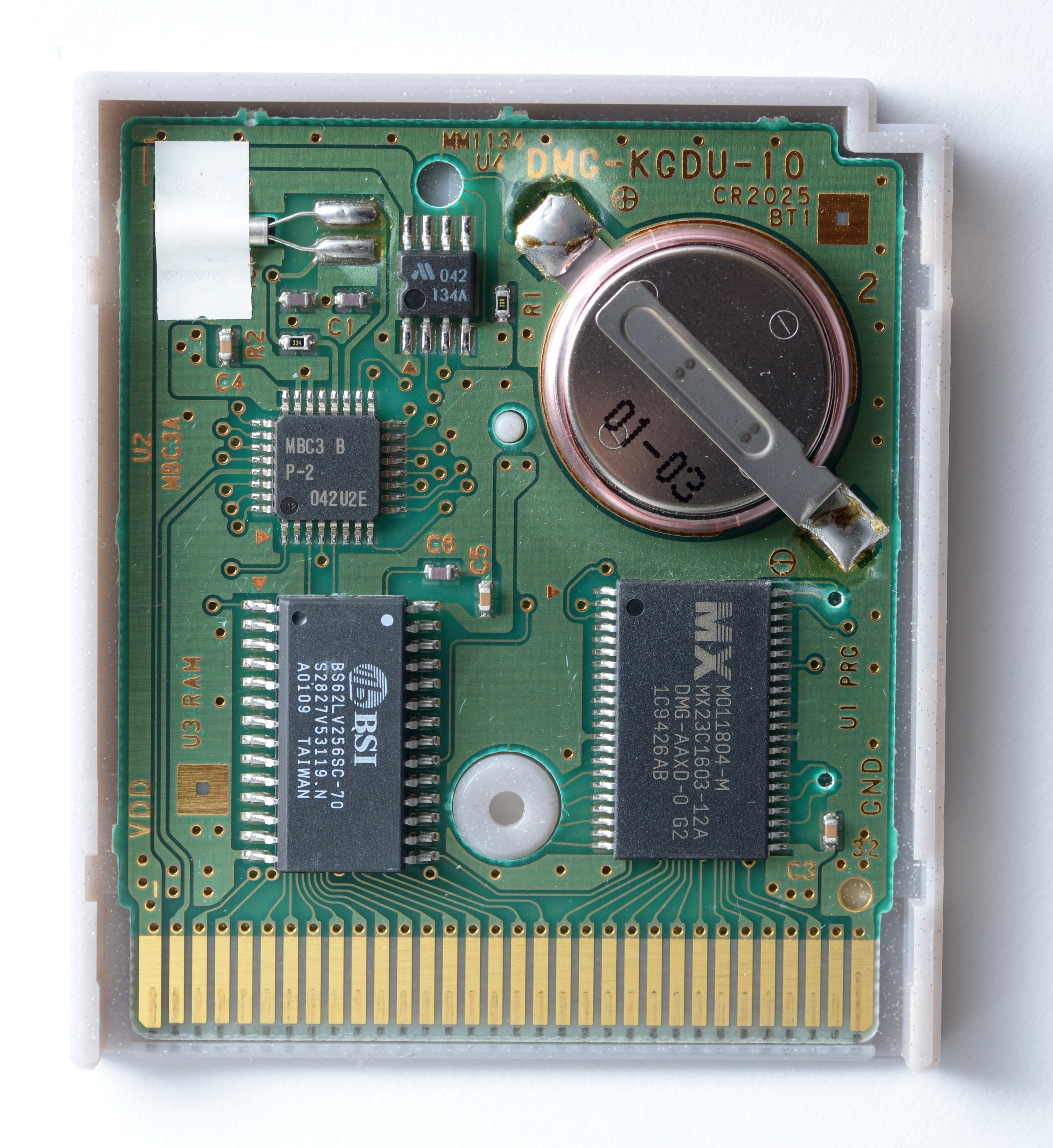
拆开的《精灵宝可梦 银》Game Boy Color卡带（1999年發售），带有用来保存游戏及存档的电池供电非永久性存储器（尺寸56 mm × 65 mm × 8 mm）

ROM卡带也能搭载语音合成器等附加硬件。一些卡带附带了电池供电的静态随机存取存储器（SRAM），可以让用户储存游戏进度及得分等数据。
ROM卡带允许用户快速加载并访问程序及数据，以此替代家用电脑时期较为昂贵的软盘驱动器，以及缓慢且不可靠的磁带。对于制造商的好处是以卡带形式存储的软件相对安全，难以被使用者复制，但卡带生产的费用比软盘和光盘高。随着磁盘存储的普及，软件大小逐渐超出了卡带的实际限制，卡带插槽逐渐从个人电脑与游戏主机中消失。但如今，卡带仍用于一些掌上游戏机，例如任天堂DS、任天堂3DS、索尼PlayStation Vita和任天堂Switch，不过它们所使用的卡带并非是传统ROM，而是基于闪存。
由于其广泛用于电子游戏，ROM卡带又俗称为游戏卡带。

## 历史

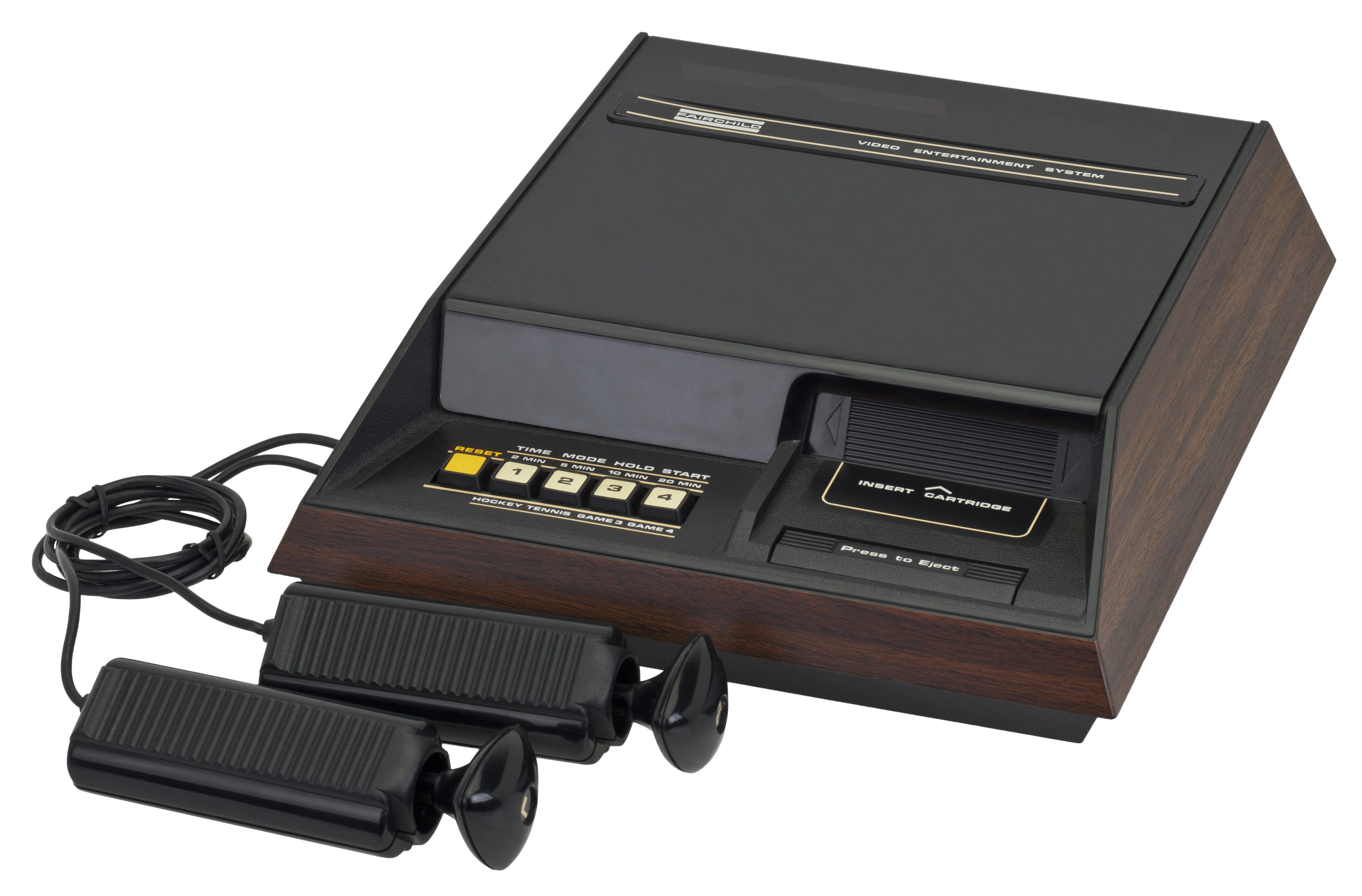
Fairchild Channel F是首个使用可更换ROM卡带的电子游戏机

ROM卡带在早期家用电脑中开始普及，此时的家用电脑使用特殊的总线端口，能够将内含软件的ROM卡带插入该端口。但大多数情况下，端口的设计相当简陋，地址和数据总线通过边缘连接器完全暴露在外，卡带直接被内存映射到系统地址空间。
使用卡带兼磁介质存储的家用电脑有Commodore VIC-20/64，MSX，雅达利8位机（400/800/XL/XE），德州仪器TI-99/4A（卡带被称为固态命令模块，不直接映射到系统总线），IBM PCjr（被映射到BIOS空间）等。一些街机主板也使用ROM卡带，例如卡普空的CPS和SNK的Neo Geo。
游戏机的ROM卡带由傑瑞·勞森发明，并于1976年首次在电子游戏机（Fairchild Channel F）上采用。次年雅达利2600发布，ROM卡带也因此在游戏领域流行。20世纪70年代末到90年代中期，大多数家用游戏机采用卡带作为储存媒介。随着光盘在数据储存领域的广泛应用，大部分硬件公司因此抛弃了卡带这类的传统存储介质。任天堂却仍坚持在任天堂64上使用卡带，直到2001年发售的GameCube才改用光盘。在此之后，SNK仍为其Neo Geo发布使用卡带的游戏，2004年，SNK官方最后发布了一款名为侍魂5特别版的游戏。
2017年發售的任天堂Switch使用了更現代的閃存而非ROM的卡带，容量從1G到64G不等。

## 设计

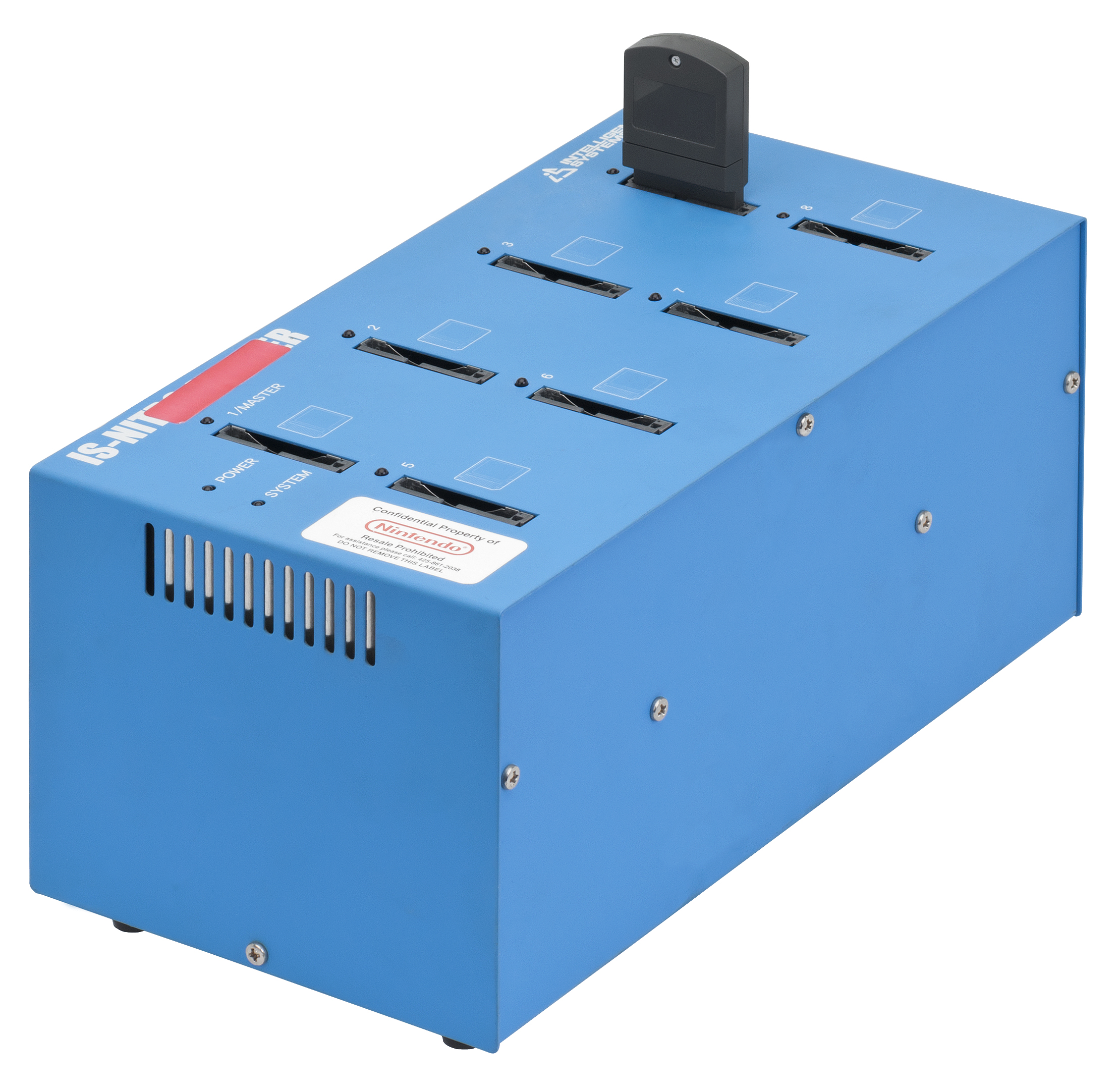
任天堂DS的卡带烧录器

ROM卡带不仅可以装载软件，也能附带扩展硬件。一些超级任天堂游戏卡带中的Super FX协处理器，以及Magnavox Odyssey²游戏卡带中的语音合成与象棋模块。Mega Drive的微型机器2使用由Codemasters定制的“J-Cart”卡带，该卡带附带了两个手柄接口，这允许玩家无需使用额外的适配器，就能将多达四个手柄连接至主机。
得益于高密度、低成本闪存的发展，使用卡带进行扩展的方式应用到了移动设备上。全球定位系統導航裝置可以通过插入扩展卡更新地图数据，電子閱讀器可以在扩展卡上存储上千本图书的文字，个人电脑允许用户通过USB闪存盘安装与启动操作系统，数码相机能在存储空间满的时候更换闪存卡，并能将图片传输到计算机或打印机上。

## 优点与缺点

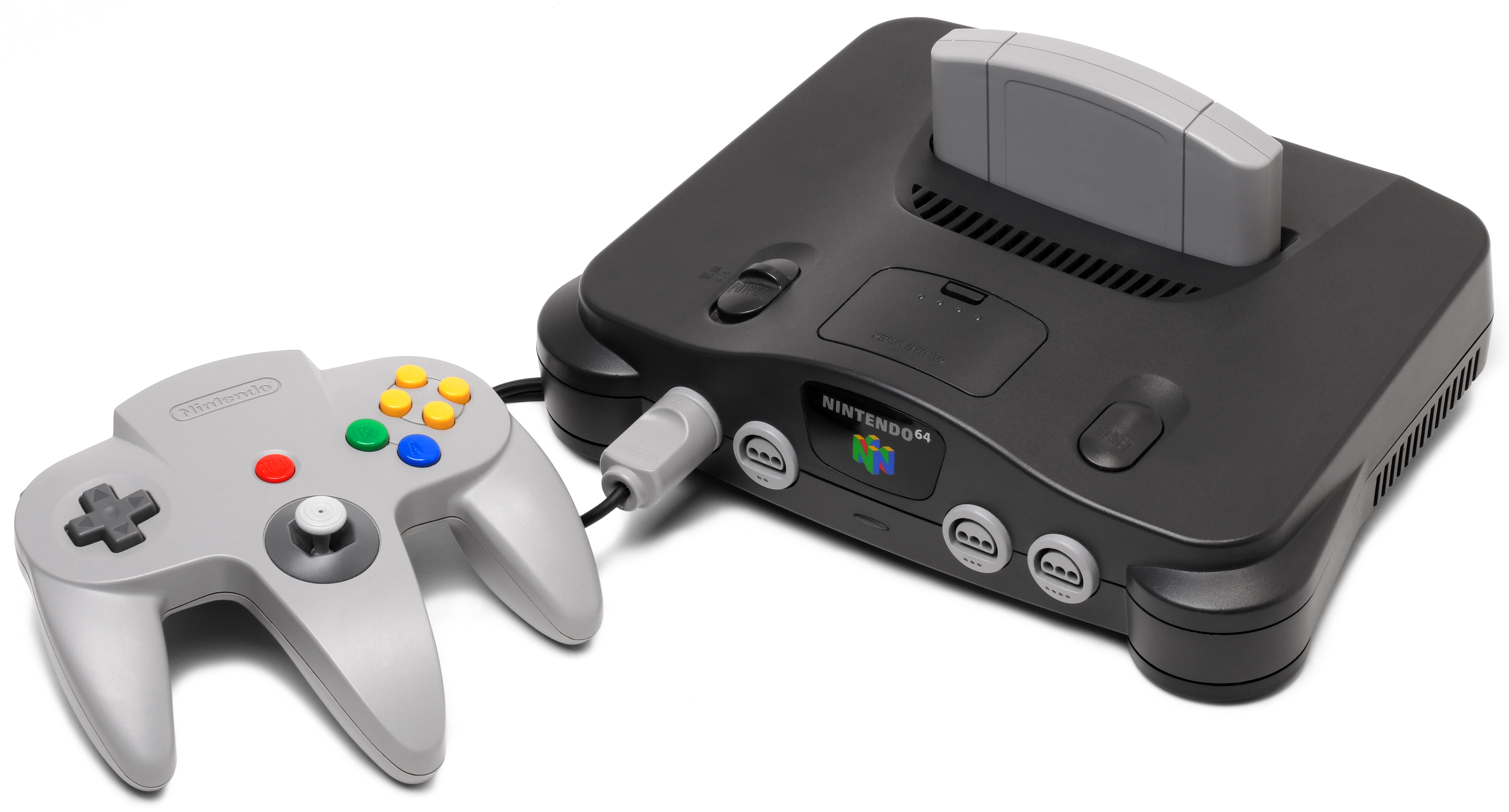
在大部分游戏机已改用CD-ROM的时候，任天堂64仍使用卡带

相比于软盘、光碟等其他介质，将软件储存在ROM卡带上有不少优势。由于卡带能被映射到系统的标准地址空间，存储在ROM中的软件能像常规内存一样被系统及时读取，不必从较慢的存储器中读取数据，再传输到内存中执行。这能降低软件对内存的需求，剩余更多的可用内存空间。不像光盘一样规定了最小尺寸，卡带的尺寸能根据需求进行定制，因此卡带能运用于掌上游戏机这类较小的设备。卡带也不像光盘等介质容易损坏。尽管可能会因金属触点灰尘积聚而出现问题，但通常用异丙醇溶液进行处理就能解决，并能避免腐蚀。
ROM卡带通常比光盘等其他存储介质有着更小的容量（Lotus 1-2-3的PCjr版本带有两张卡带与一张软盘），但成本更高，内存库切换这类增加卡带容量的技术也就因此诞生。但是之后，程序的体积越来越庞大，软件制造商便逐渐放弃了卡带快速存取的优势，转而使用更大容量、更低成本的光盘。另一个原因是，卡带生产的滞销问题不可避免，且风险较高，但生产光盘却能有效地降低风险。这是因为，相较于卡带，生产光盘的批量更为灵活，且生产成本更低。

## 在电子乐器中的使用
除了在电子游戏设备中的广泛使用，ROM卡带也用于少部分电子乐器，特别是电子琴。
雅马哈制造了一些支持卡带扩展的设备，比如20世纪90年代的PSR键盘产品线（PSR-320，PSR-420，PSR-520，PSR-620，PSR-330，PSR-530与PSR-6000）。这些设备使用名为音乐卡带（Music Cartridges）的专用卡，这种卡只存储MIDI数据，可以作为MIDI序列或歌曲数据被读取播放。然而，后来带有软盘驱动器的型号上市，这种技术就显得过时了。
卡西欧于20世纪80年代，在雅马哈之前采用了名为ROM包（ROM Pack）的类似卡带，并在Casiotone系列的部分便携式电子琴中使用。

## 使用卡带的游戏机
雅达利
- 雅达利2600
- 雅达利5200
- 雅达利7800
- 雅达利XEGS
- 雅达利Lynx
- 雅达利Jaguar

万代
- WonderSwan
- WonderSwan Color

飞兆半导体（Fairchild）
- Fairchild Channel F

美泰儿（Mattel）
- Intellivision

日本电气（NEC）
- PC Engine
- PC Engine GT

任天堂
- FC（及其衍生机种）
- SFC
- 任天堂64
- Game Boy
- Game Boy Color
- Game Boy Advance
- Virtual Boy

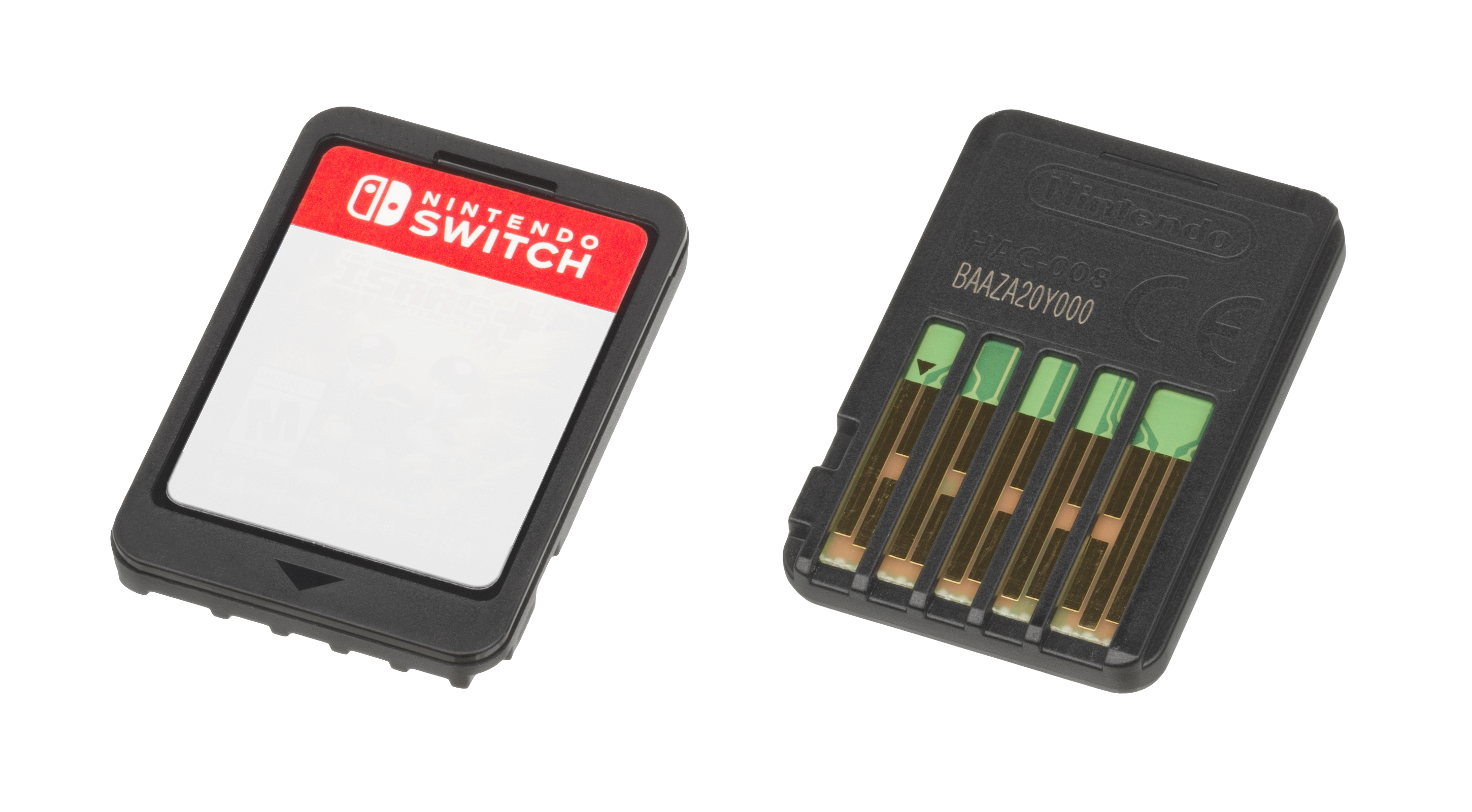
任天堂Switch游戏卡带

- Pokémon mini
- 任天堂DS
- 任天堂3DS
- 任天堂Switch
- 任天堂Switch 2

世嘉
- SG-1000
- 世嘉Master System
- 世嘉Mega Drive
- 世嘉Game Gear
- 世嘉32X
- 世嘉Nomad
- 世嘉土星

SNK
- Neo Geo
- Neo Geo Pocket
- Neo Geo Pocket Color
- Neo Geo X

索尼
- PlayStation Vita/PlayStation TV

诺基亚
- N-Gage